# Happy End (polnische Band)
Happy End war eine polnische Band, die mit Pop- und Rockmusik in der zweiten Hälfte der 1970er-Jahre in Polen große Erfolge hatte. Gegründet wurde die Band 1975 von Zbigniew Nowak. Ihr bis heute meistgespielter Hit ist Jak się masz, kochanie (Wie geht es Dir Liebling) und gilt in Polen als einer der bedeutendsten Hits des 20. Jahrhunderts. Zum Namen sagte Bandgründer Zbyszek Nowak 2007 dem Onlinemagazin Wiadomosci24: „Der Name ist von mir. Ich dachte, das sei der Musik angemessen, die wir gemeinsam erstellen und präsentieren, und es passt zu meinem optimistischen Gemüt und meiner Natur. ‚Happy‘ – das bedeutet, ‚glücklich‘ – der Name wird gut angenommen. Und dabei bleibt es!“

## Geschichte
Ihren ersten Auftritt hatte Happy End im Frühjahr 1975 im Regionalstudio von Polskie Radio in Łódź. Danach hatte sie zahlreiche Auftritte auf Konzerten und Fernsehen, darunter mehrfach auf dem Festiwal Piosenki (heute Sopot Festival), wo sie ihre größten Erfolge feierten.
Im Jahr 2008 berichtete Nowak für eine Fernsehdokumentation, wie er als junger Jugendlicher seinen Eltern erzählte, er wolle eines Tages Musiker werden und seine Frau würde Danusia heißen. Dieser Traum ging in Erfüllung: Als Zbyszek Danusia beim ersten Telefongespräch fragte, ob sie an einer Arbeit in der Band interessiert sei und schöne Beine habe, weil die übrigen Bandmitglieder knappe Kostüme bevorzugten, sagte sie zu. Das war ein Jahr nach Gründung der Band, als eine neue Sängerin gesucht wurde.
Internationale Auftritte gab es u. a. in der DDR, in der Tschechoslowakei, Finnland, Norwegen, Schweden und in der Sowjetunion. Die meisten Auftritte gab es in den Jahren 1977–1979, als regelmäßig drei bis vier Shows pro Tag oder sogar bis zu sechs Auftritten stattfanden. Dazu kamen Auftritte in Kulturzentren der polnischen Gemeinden in Kanada und den Vereinigten Staaten. Im Jahr 1979 änderte sich die Zusammensetzung, bis sich die Band im Jahr 1981 auflöste.
Nowak ging in die Vereinigten Staaten, wo er als Pianist solo und mit verschiedenen Bands auftrat, u. a. Als Duo unter dem Namen Danny & Didi.
Im Jahr 1988 fand die Band wieder zusammen und trat in wechselnder Besetzung zuerst in den USA, später auch in Polen bis ca. 1995 unter den Namen Happy End oder Zbyszek [Nowak] & Danusia als Duo auf. Nach 18 Jahren gingen sie zum vorerst letzten Mal erneut in die USA, wo sie Auftritte in Kalifornien, Chicago, Arizona, Texas, New York, Pennsylvania, und in Vancouver (Kanada) hatten. Dem Musikportal Unistersound.pl nach brachte das Duo drei Generationen von Musikliebhabern auf den Konzerten zusammen. Zu ihren beliebtesten Hits zählten „Nadaj do mnie S.O.S.“, „Jak się masz kochanie“, „Ballada o Marii Magdalenie“, „Słoneczna California“ etc. Das aktuelle Programm heißt „Muzyczne przygody z Happy Endem“ (Musikalisches Abenteuer mit Happy End).

## Auszeichnungen
- 1976 – Silberner Ring beim Festiwal Piosenki in Kołobrzeg (Kolberg)
- 1977 – Silberner Ring beim Festiwal Piosenki in Kołobrzeg
- 1977 – 3. Preis beim Internationalen Schlagerfestival in Dresden
- 1979 – Silberner Ring beim Festival Piosenki in Kołobrzeg

## Wichtigste Songs
(Die erfolgreichsten Titel sind unterstrichen)
- Ballada o Marii Magdalenie
- Dobrze się mam, kochanie
- Ja Cie kocham a Ty śpisz
- Jak się masz, kochanie?
- Nie ma jak w Ciechocinku
- Mucho te quiero mucho
- Nadaj do mnie S.O.S.
- Nasze Anioły
- Słodka Kotka
- Słoneczna Kalifornia
- Tak blisko ciebie mam
- Zza siedmiu gór
- Żyj, aby kochać

## Diskografie
Happy End
- 1979 – Happy End: Jak się masz, kochanie (LP, Muza)

Alle anderen Tonträger sind Singles
Duo Zbyszek & Danusia bzw. Happy End
- 1991 – Zbyszek & Danusia Happy End: California (CD, Artone Rec.)
- 1997 – Zbyszek & Dana Happy End: Welcome To America (CD, Artone Rec.)
- 2000 – Zbyszek & Danusia Happy End: Jak się masz kochanie 2000 (CD, Polygram Plus)
- 2001 – Zbyszek & Danusia Happy End: Dobrze się mam kochanie (CD, Polygram Plus)
- 2005 – Zbyszek & Danusia Happy End: Święta z Happy Endem (CD)
- 2006 – Happy End: Nasze Anioły (CD)

Hinzu kommen zahlreiche Singles und Audio-Postkarten.

## Bibliografie
- Wolański R., Leksykon Polskiej Muzyki Rozrywkowej, Warszawa 1995, Agencja Wydawnicza MOREX, ISBN 83-86848-05-7, tu hasło Happy End, s. 67.